# Потняк
Потня́к — село, центр Потняковского сельского поселения Кикнурского района Кировской области.
Расположено примерно в 10 км к юго-востоку от Кикнура, в 2 км от шоссе Кикнур — Яранск.
Ранее село называлось Крестовоздвиженское.

## Население
| 2010 |
| ---- |
| 272  |

## Достопримечательности
- Церковь Воздвижения Креста Господня
- Сельский Дом культуры (1963)
- Памятник «Воинам-землякам, павшим в боях за Родину в годы Великой Отечественной войны 1941—1945»
- Школа-интернат
- Туристическое агентство, кафе, гостиница